# 吉野ヶ里町立東脊振小学校
吉野ヶ里町立東脊振小学校（よしのがりちょうりつ ひがしせふりしょうがっこう）は、佐賀県神埼郡吉野ヶ里町石動にある町立の小学校。

## 概要
歴史
1872年（明治5年）創立。数回の改組・改称を経て、現校名になったのは2006年（平成18年）。2022年（令和4年）に創立150周年を迎える。
校章
中央に校名の略称「東小」（縦書き）を配している。
校歌
作詞は碇豊志雄、作曲は陶山聡による。歌詞は3番まであり、各番の歌詞中に校名の「東脊振の小学」が登場する。
校区
吉野ヶ里町のうち「松隈、石動、大曲、三津」。中学校区は吉野ヶ里町立東脊振中学校。

## 沿革
- 1872年（明治5年）6月 - 学制の頒布により、石動村に「下等石動小学校」が創立。下等小学科の教授を開始。
- 1875年（明治8年）5月 - 神埼郡各4村（石動、大曲、松隈、三津）に下等小学校が設置される。
  - 「下等石動小学校」・「下等大曲小学校」・「下等松隈小学校」・「下等三津小学校」
- 1880年（明治13年）2月 - 下等松隈小学校を「松隈分校」とする。新たに小川内分校を設置。
- 1881年（明治14年）7月 - 中等小学科の教授を開始。
  - 「公立中等石動小学校」・「公立中等大曲小学校」・「公立中等三津小学校」・「松隈分校」・「小川内分校」
- 1884年（明治17年）5月 - 以上公立中等小学校3校（石動・大曲・三津）統合により「吉田小学校 中副分校」となる。
- 1887年（明治20年）
  - 4月 - 小学校令施行により、大曲村に高等田道小学校が設置される。
  - 7月 - 三津村中副に尋常小学校の新校舎が完成。
  - 9月 - 中副分校が尋常吉田小学校より分離の上、「尋常中副小学校」として独立。松隈と小川内に分校を設置。五ヶ村学校組合（神埼・西郷・東脊振・仁比山・三田川）で高等神埼小学校と高等三津小学校の2校が設立される。このため、高等田道小学校は廃止され、高等科生は高等三津小学校に転出。
- 1889年（明治22年）4月1日 - 町村制施行に伴い、神埼郡4村（石動、大曲、松隈、三津）の区域をもって東脊振村が成立。
- 1892年（明治25年）6月 - 「東脊振尋常小学校」に改称。小川内分校が分離の上、小川内尋常小学校として独立。
- 1896年（明治29年）9月 - 三津高等小学校が統合の上、神埼高等小学校三津分校となる[2]。
- 1908年（明治41年）4月 - 組合神埼高等小学校三津分校が廃止され、高等科を併置の上、「東脊振尋常高等小学校」と改称。
- 1919年（大正8年）- 東脊振村立農業補習学校が付設される[2]。
- 1927年（昭和2年）- 併置の農業補習学校が青年訓練所充当東脊振村公民学校となる[2]。
- 1935年（昭和10年）4月 - 青年学校令施行により、併置の公民学校が東脊振村青年学校となる[2]。
- 1941年（昭和16年）4月1日 - 国民学校令施行により、「東脊振村東脊振国民学校」に改称。尋常科を初等科に改める。
- 1947年（昭和22年）4月1日 - 学制改革が行われる。
  - 東脊振国民学校の初等科（6年制）は新制小学校「東脊振村立東脊振小学校」となる。
  - 東脊振国民学校の高等科（2年制）は青年学校普通科とともに、新制中学校「東脊振村立東脊振中学校」（3年制）に改組される。小学校に併設される。
- 1951年（昭和26年）4月 - 中学校新校舎完成により、併設を解消[2]。
- 1957年（昭和32年）4月 - 私立東脊振幼稚園が設置される[2]。
- 1962年（昭和37年）4月 - 公立移管により東脊振村立東脊振幼稚園となる[2]。
- 1964年（昭和39年）8月 - 南校舎の3分の2が解体される。
- 1966年（昭和41年）
  - 4月 - 木造新校舎（第一期工事）が完成。
  - 12月 - 木造新校舎（第二期工事）が完成。
- 1980年（昭和55年）
  - 2月 - 学級園・教材園が完成。
  - 10月 - 鉄筋コンクリート造防音新校舎の西半分が完成。
  - 12月 - 学校給食を開始。
- 1987年（昭和62年）3月 - 体育館が完成。
- 1988年（昭和63年）12月 - 南校舎の防音施設工事が完了。
- 1997年（平成9年）3月 - 二宮金次郎像を移設。
- 1998年（平成10年）
  - 7月 - 図書室を拡張。
  - 8月 - 特別支援学級（ふれあい学級）を開設。
- 2000年（平成12年）7月 - 視聴覚室をパソコン室に改装。
- 2006年（平成18年）
  - 3月1日 - 町村合併により、「吉野ヶ里町立東脊振小学校」（現校名）に改称。
  - 12月 - 旧校舎感謝の会を実施。新校舎に移転完了。
- 2007年（平成19年）4月 - 特別支援学級（おおぞら学級）を開設。
- 2018年（平成30年）- 体育館の耐震工事が完了。

## 交通
最寄りの鉄道駅
- JR九州 長崎本線「吉野ヶ里公園駅」

最寄りのバス停留所
- リムジンバス福岡空港線 「東脊振庁舎前」停留所

最寄りの幹線道路
- 佐賀県道31号佐賀川久保鳥栖線「東脊振小学校前」交差点
- 国道385号「中副」交差点
- 長崎自動車道 「東脊振IC」

## 周辺
- 吉野ヶ里町立東脊振中学校
- 吉野ヶ里町立東脊振幼稚園
- 吉野ヶ里町役場 東脊振庁舎（旧・東脊振村役場）
- 東脊振公民館
- 吉野ヶ里町文化体育館
- 吉野ヶ里町さざんか武道館
- 神埼警察署 東脊振警察官駐在所
- 佐賀広域消防局 神埼消防署 吉野ヶ里出張所
- 東脊振郵便局
- JAさが神埼地区東脊振東部ライスセンター
- 田手川